# Elezioni comunali in Friuli-Venezia Giulia del 2000
Le elezioni comunali in Friuli-Venezia Giulia del 2000 si tennero il 16 aprile (con ballottaggio il 30 aprile).

## Provincia di Pordenone

### Caneva
| Candidati                                                                           | Candidati                     | II turno             | II turno       | I turno | I turno | Liste                                                                          | Voti  | %     | Seggi |
| Candidati                                                                           | Candidati                     | Voti                 | %              | Voti    | %       | Liste                                                                          | Voti  | %     | Seggi |
| ----------------------------------------------------------------------------------- | ----------------------------- | -------------------- | -------------- | ------- | ------- | ------------------------------------------------------------------------------ | ----- | ----- | ----- |
|                                                                                     | Renato Mirto Monte ✔️ Sindaco | 2 382                | 69,49          | 1 966   | 47,16   | Insieme per Caneva (Partito Popolare Italiano-Socialisti Democratici Italiani) | 905   | 23,14 | 5     |
| Democratici di Sinistra                                                             | Renato Mirto Monte ✔️ Sindaco | 2 382                | 69,49          | 1 966   | 47,16   | 818                                                                            | 20,92 | 5     |       |
| Rifondazione Comunista                                                              | Renato Mirto Monte ✔️ Sindaco | 2 382                | 69,49          | 1 966   | 47,16   | 117                                                                            | 2,99  | –     |       |
|                                                                                     | Pierantonio Rigo              | 1 046                | 30,51          | 1 047   | 25,11   | Polo per Caneva (Forza Italia-Alleanza Nazionale-Centro Cristiano Democratico) | 1 009 | 25,80 | 2     |
| Seggio di coalizione                                                                | Seggio di coalizione          | Seggio di coalizione | 30,51          | 1 047   | 25,11   | 1                                                                              |       |       |       |
|                                                                                     | Riccardo Manfé                | Riccardo Manfé       | Riccardo Manfé | 943     | 22,62   | Al Cornoler                                                                    | 440   | 11,25 | 1     |
| Lega Nord                                                                           | Riccardo Manfé                | Riccardo Manfé       | Riccardo Manfé | 943     | 22,62   | 421                                                                            | 10,76 | 1     |       |
| Seggio di coalizione                                                                | Seggio di coalizione          | Seggio di coalizione | Riccardo Manfé | 943     | 22,62   | 1                                                                              |       |       |       |
|                                                                                     | Renzo Mulato                  | Renzo Mulato         | Renzo Mulato   | 213     | 5,11    | Sinistra Democratica per Caneva                                                | 201   | 5,14  | –     |
| Totale                                                                              | Totale                        | 3 428                | 100            | 4 169   | 100     |                                                                                | 3 911 | 100   | 16    |
|                                                                                     |                               |                      |                |         |         |                                                                                |       |       |       |
| Regione Friuli-Venezia Giulia: Voti Sindaco 1°Turno Voti Sindaco 2°Turno Voti Liste |                               |                      |                |         |         |                                                                                |       |       |       |

## Provincia di Udine

### Cividale del Friuli
| Candidati                                                                           | Candidati               | II turno             | II turno         | I turno | I turno | Liste                                     | Voti  | %     | Seggi |
| Candidati                                                                           | Candidati               | Voti                 | %                | Voti    | %       | Liste                                     | Voti  | %     | Seggi |
| ----------------------------------------------------------------------------------- | ----------------------- | -------------------- | ---------------- | ------- | ------- | ----------------------------------------- | ----- | ----- | ----- |
|                                                                                     | Attilio Vuga ✔️ Sindaco | 3 540                | 56,06            | 3 021   | 40,39   | Forza Italia-Centro Cristiano Democratico | 1 376 | 20,87 | 5     |
| Lega Nord                                                                           | Attilio Vuga ✔️ Sindaco | 3 540                | 56,06            | 3 021   | 40,39   | 627                                       | 9,51  | 4     |       |
| Alleanza Nazionale                                                                  | Attilio Vuga ✔️ Sindaco | 3 540                | 56,06            | 3 021   | 40,39   | 623                                       | 9,45  | 3     |       |
|                                                                                     | Carlo Monai             | 2 775                | 43,94            | 1 636   | 21,87   | Ora Si Lavora                             | 1 475 | 22,37 | 3     |
| Seggio di coalizione                                                                | Seggio di coalizione    | Seggio di coalizione | 43,94            | 1 636   | 21,87   | 1                                         |       |       |       |
|                                                                                     | Enrico Minisini         | Enrico Minisini      | Enrico Minisini  | 1 573   | 21,03   | Insieme                                   | 496   | 7,52  | 1     |
| Rinascita                                                                           | Enrico Minisini         | Enrico Minisini      | Enrico Minisini  | 1 573   | 21,03   | 460                                       | 6,98  | –     |       |
| Democratici di Sinistra                                                             | Enrico Minisini         | Enrico Minisini      | Enrico Minisini  | 1 573   | 21,03   | 416                                       | 6,31  | –     |       |
| Seggio di coalizione                                                                | Seggio di coalizione    | Seggio di coalizione | Enrico Minisini  | 1 573   | 21,03   | 1                                         |       |       |       |
|                                                                                     | Giovanni Pelizzo        | Giovanni Pelizzo     | Giovanni Pelizzo | 889     | 11,89   | Lista Pelizzo                             | 801   | 12,15 | 1     |
| Seggio di coalizione                                                                | Seggio di coalizione    | Seggio di coalizione | Giovanni Pelizzo | 889     | 11,89   | 1                                         |       |       |       |
|                                                                                     | Maurizio De Luca        | Maurizio De Luca     | Maurizio De Luca | 889     | 11,89   | Socialismo                                | 361   | 5,47  | –     |
| Totale                                                                              | Totale                  | 6 315                | 100              | 7 480   | 100     |                                           | 6 594 | 100   | 20    |
|                                                                                     |                         |                      |                  |         |         |                                           |       |       |       |
| Regione Friuli-Venezia Giulia: Voti Sindaco 1°Turno Voti Sindaco 2°Turno Voti Liste |                         |                      |                  |         |         |                                           |       |       |       |